# Токіо

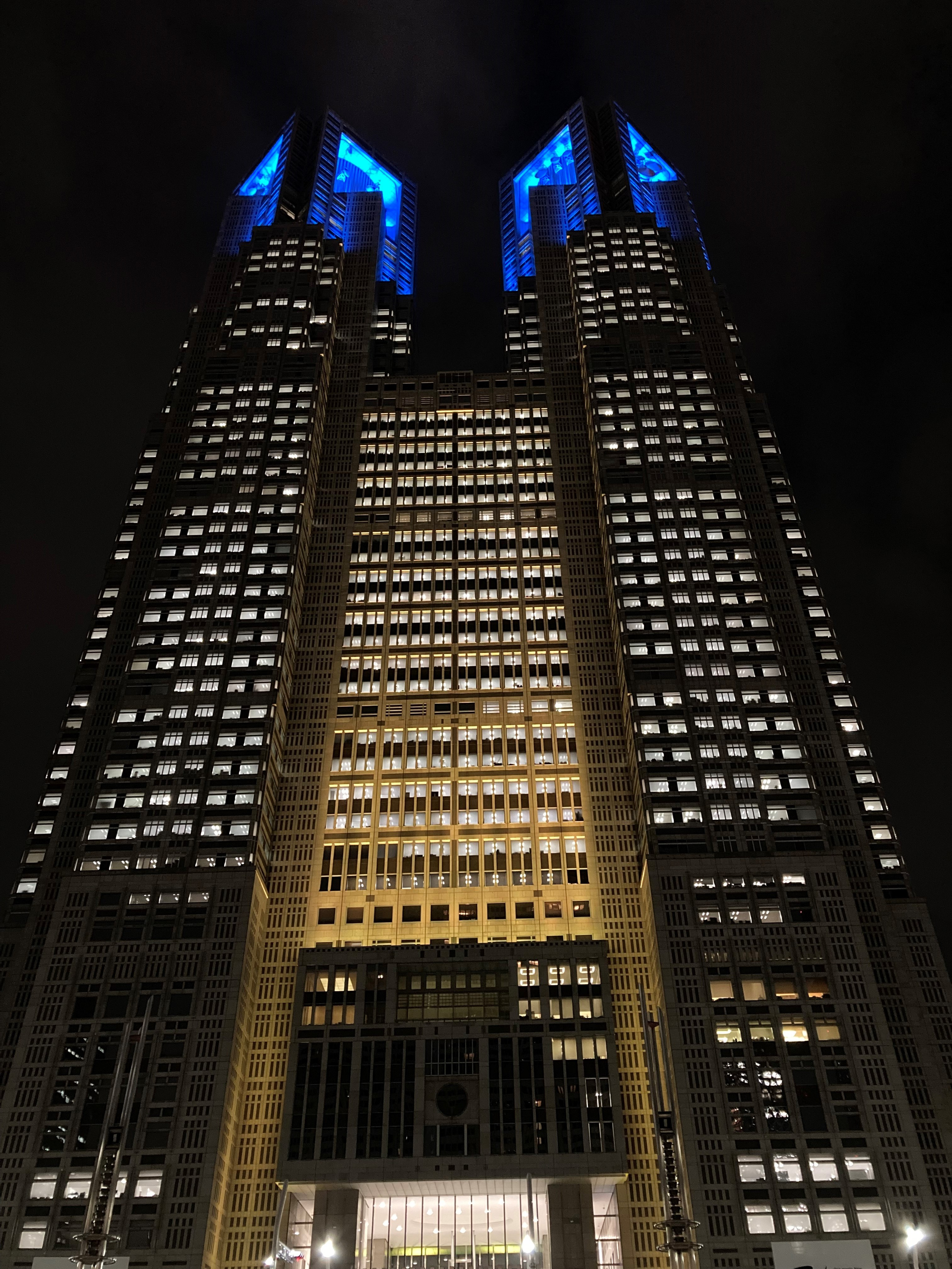
Будівля столичного уряду Токіо підсвічується синьо-жовтим кольором на підтримку України (Фото 2 березня 2022 р.)

То́кіо (яп. 東京, とうきょう, Tōkyō, МФА: [toːkʲoː], [Тōкьō]), або Префекту́ра То́кіо (яп. 東京都, とうきょうと, МФА: [toːkʲoː to]?) — столиця Японії, столична префектура в Японії, в регіоні Канто.  Розташована в східній частині острова Хонсю, на узбережжі Токійської затоки Тихого океану. Адміністративний центр префектури — двадцять три особливі райони Токіо. Межує з префектурами Канаґава, Яманасі, Сайтама та Тіба. Заснована 1868 року на основі провінції Мусаші з центром у місті Едо — резиденції шьоґунів Токуґава у XVI — XIX століттях. Після перейменування Едо на Токіо — «східну столицю» — стала центральною префектурою країни. 1943 року, у зв'язку з ліквідацією міста-столиці Токіо, отримала статус столичної префектури і столиці країни. Площа становить 2187,66 км². Станом на 1 серпня 2011 року в префектурі мешкало 13 185 502 осіб. Густота населення складала 6030 осіб/км². Основою економіки є автомобілебудування, машинобудування, суднобудування, комерція, туризм. Один із передових політичних, економічних, фінансових, освітньо-наукових і культурних центрів світу. На території префектури розташовані Імператорський палац, Парламент і Кабінет міністрів Японії, центральні органи влади країни; численні історико-культурні пам'ятки та установи — руїни замку Едо, синтоїстські святилища Мейджі й Ясукуні, буддистський монастир Сенсо, Токійський національний музей, а також провідні японські навчальні заклади — Токійський університет, Софійський університет, університет Васеда, університет Кейо тощо.

## Загальні відомості
Метрополія Токіо складається з 23 особливих районів Токіо, а також прилеглих 26 міст, 4 субпрефектур і 1 повіту, що включають у себе острови Ідзу та острови Оґасавара. Під столицею Японії зазвичай розуміють вищезгадані особливі райони Токіо, які фактично є окремими містами. На території цих районів розташовані основні державні установи: Резиденція Імператора Японії, будівлі Парламенту, Кабінету міністрів, Верховного Суду Японії, а також представництва найбільших японських підприємств і провідні наукові установи країни. Токіо вважається одним з найбільших світових політико-економічних і науково-культурних центрів світу нарівні з Нью-Йорком, Лондоном і Парижем.
За результатами опитування, що провів журнал Forbes серед фахівців у 2010 році, Токіо потрапив до 12 найкрасивіших міст світу.

## Географія

Краєвиди токійського району Сіндзюку на тлі гори Фудзі.

Столична префектура Токіо розташована в регіоні Канто на Північному заході Токійської затоки. На сході Токіо межує з префектурою Тіба, на заході — з префектурою Яманасі, на півдні — з префектурою Канаґава та на півночі — з префектурою Сайтама. Токіо належать острови в Тихому океані, які лежать від Хонсю на південь. Ближче всього перебувають острови Ідзу. Архіпелаг Осагавара віддалений на тисячу кілометрів.
Токіо пережив кілька сильних землетрусів — у 1703, 1782, 1812, 1855 і 1923 роках. Під час землетрусу 1923 року силою 8,3 бала загинуло 142 тис. осіб. Малі землетруси — силою в 1—2 бали — трапляються мало не щотижня.
Найвища гора Токіо, Кумоторі, має висоту 2017 м; серед інших гір найвищими є Такасу (1737 м), Одаке (1266 м) і Мітаке (929 м). Найбільше озеро — озеро Окутама на річці Тама поруч із префектурою Яманасі.

### Рельєф
Західну частину метрополії Токіо займають Кантоські гори. Їхня найбільша вершина — гора Кумоторі, висотою 2017 м над рівнем моря. Вона лежить на кордоні Токіо з префектурами Сайтама й Яманасі. Висота гір спадає південно-східному напрямку. Біля їхнього підніжжя знаходиться вулкан Такао, висотою 600 м.
Річка Таба, що бере свій початок на горі Дайбосацу в префектурі Яманасі, протікає через Токіо, з'єднується з річкою Ніппара, що витікає з гори Кумоторі, і утворює велику річку Тама. У її нижній течії вона поглинає річки Акі та Аса. У віддалених від гір районах річки Тама й її приток розташовані долинні поселення Оуме, Іцукаїчі, Хатіоджі та інші. Річки прорізують гірську гряду й утворюють мальовничі долини, такі як Тама й Акіґава. На берегах річок розвинена багатоступенева річкова тераса, зручна для проживання.
Вздовж берегів річки Ніппара присутні поклади вапняку, що утворює в декількох місцях Ніппарські печерні формації. З 17 століття його видобували як засіб для побілки.
У східній частині Кантоських гір лежать невеликі пагорби Каджі, Кусабана, Касумі й Тама, висота яких коливається в межах 70—360 м. Від гірської гряди віддалені лише пагорби Саяма, що знаходяться на плато Мусасіно. Геологічно ці пагорби є старішими за плато і пагорби, утворені річкою Тама. Вони перетинаються балками, мають мало рівнин і багато виступів. Район пагорбів Тама був поступово перетворений людьми на рівнину для спорудження поселень. В районі балки пагорбів Саяма знаходиться штучне водосховище, назване озером Тама.

### Клімат
| Клімат Тійода (1981—2010)                                          | Клімат Тійода (1981—2010) | Клімат Тійода (1981—2010) | Клімат Тійода (1981—2010) | Клімат Тійода (1981—2010) | Клімат Тійода (1981—2010) | Клімат Тійода (1981—2010) | Клімат Тійода (1981—2010) | Клімат Тійода (1981—2010) | Клімат Тійода (1981—2010) | Клімат Тійода (1981—2010) | Клімат Тійода (1981—2010) | Клімат Тійода (1981—2010) | Клімат Тійода (1981—2010) |
| Показник                                                           | Січ.                      | Лют.                      | Бер.                      | Квіт.                     | Трав.                     | Черв.                     | Лип.                      | Серп.                     | Вер.                      | Жовт.                     | Лист.                     | Груд.                     | Рік                       |
| Абсолютний максимум, °C                                            | 22,6                      | 24,9                      | 25,3                      | 29,2                      | 32,2                      | 36,2                      | 39,5                      | 39,1                      | 38,1                      | 32,6                      | 27,5                      | 24,8                      | 39,5                      |
| Середній максимум, °C                                              | 9,6                       | 10,4                      | 13,6                      | 19,0                      | 22,9                      | 25,5                      | 29,2                      | 30,8                      | 26,9                      | 21,5                      | 16,3                      | 11,9                      | 19,8                      |
| Середня температура, °C                                            | 5,2                       | 5,7                       | 8,7                       | 13,9                      | 18,2                      | 21,4                      | 25,0                      | 26,4                      | 22,8                      | 17,5                      | 12,1                      | 7,6                       | 15,4                      |
| Середній мінімум, °C                                               | 0,9                       | 1,7                       | 4,4                       | 9,4                       | 14,0                      | 18,0                      | 21,8                      | 23,0                      | 19,7                      | 14,2                      | 8,3                       | 3,5                       | 11,6                      |
| Абсолютний мінімум, °C                                             | −9,2                      | −7,9                      | −5,6                      | −3,1                      | 2,2                       | 8,5                       | 13,0                      | 15,4                      | 10,5                      | −0,5                      | −3,1                      | −6,8                      | −9,3                      |
| Середня кількість сонячних годин на місяць                         | 184,5                     | 165,8                     | 163,1                     | 176,9                     | 167,8                     | 125,4                     | 146,4                     | 169,0                     | 120,9                     | 131,0                     | 147,9                     | 178,0                     | 1876,7                    |
| Норма опадів, мм                                                   | 52.3                      | 56.1                      | 117.5                     | 124.5                     | 137.8                     | 167.7                     | 153.5                     | 168.2                     | 209.9                     | 197.8                     | 92.5                      | 51.0                      | 1528.8                    |
| Днів з опадами                                                     | 5,3                       | 6,2                       | 11,0                      | 11,0                      | 11,4                      | 12,7                      | 11,8                      | 9,0                       | 12,2                      | 10,8                      | 7,6                       | 4,9                       | 114,0                     |
| Днів зі снігом                                                     | 2,8                       | 3,7                       | 2,2                       | 0,2                       | 0,0                       | 0,0                       | 0,0                       | 0,0                       | 0,0                       | 0,0                       | 0,0                       | 0,8                       | 9,7                       |
| Вологість повітря, %                                               | 52                        | 53                        | 56                        | 62                        | 69                        | 75                        | 77                        | 73                        | 75                        | 68                        | 65                        | 56                        | 62                        |
| ------------------------------------------------------------------ | ------------------------- | ------------------------- | ------------------------- | ------------------------- | ------------------------- | ------------------------- | ------------------------- | ------------------------- | ------------------------- | ------------------------- | ------------------------- | ------------------------- | ------------------------- |
| Джерело: = Метеорологічне управління Японії (records 1872–present) |                           |                           |                           |                           |                           |                           |                           |                           |                           |                           |                           |                           |                           |

| Клімат Окутама (1981–2010)                 | Клімат Окутама (1981–2010) | Клімат Окутама (1981–2010) | Клімат Окутама (1981–2010) | Клімат Окутама (1981–2010) | Клімат Окутама (1981–2010) | Клімат Окутама (1981–2010) | Клімат Окутама (1981–2010) | Клімат Окутама (1981–2010) | Клімат Окутама (1981–2010) | Клімат Окутама (1981–2010) | Клімат Окутама (1981–2010) | Клімат Окутама (1981–2010) | Клімат Окутама (1981–2010) |
| Показник                                   | Січ.                       | Лют.                       | Бер.                       | Квіт.                      | Трав.                      | Черв.                      | Лип.                       | Серп.                      | Вер.                       | Жовт.                      | Лист.                      | Груд.                      | Рік                        |
| Середній максимум, °C                      | 6,7                        | 7,1                        | 10,3                       | 16,3                       | 20,5                       | 23,0                       | 26,8                       | 28,2                       | 23,9                       | 18,4                       | 13,8                       | 9,3                        | 17,1                       |
| Середня температура, °C                    | 1,3                        | 1,8                        | 5,0                        | 10,6                       | 15,1                       | 18,5                       | 22,0                       | 23,2                       | 19,5                       | 13,8                       | 8,5                        | 3,8                        | 11,9                       |
| Середній мінімум, °C                       | −2,7                       | −2,3                       | 0,6                        | 5,6                        | 10,5                       | 14,8                       | 18,7                       | 19,7                       | 16,3                       | 10,3                       | 4,6                        | −0,1                       | 8,1                        |
| Середня кількість сонячних годин на місяць | 147,1                      | 127,7                      | 132,2                      | 161,8                      | 154,9                      | 109,8                      | 127,6                      | 148,3                      | 99,1                       | 94,5                       | 122,1                      | 145,6                      | 1570,7                     |
| Норма опадів, мм                           | 44.1                       | 50.0                       | 92.5                       | 109.6                      | 120.3                      | 155.7                      | 195.4                      | 280.6                      | 271.3                      | 172.4                      | 76.7                       | 39.9                       | 1623.5                     |
| ------------------------------------------ | -------------------------- | -------------------------- | -------------------------- | -------------------------- | -------------------------- | -------------------------- | -------------------------- | -------------------------- | -------------------------- | -------------------------- | -------------------------- | -------------------------- | -------------------------- |
| Джерело: Метеорологічне управління Японії  |                            |                            |                            |                            |                            |                            |                            |                            |                            |                            |                            |                            |                            |

| Клімат Оґасавара (1981–2010)               | Клімат Оґасавара (1981–2010) | Клімат Оґасавара (1981–2010) | Клімат Оґасавара (1981–2010) | Клімат Оґасавара (1981–2010) | Клімат Оґасавара (1981–2010) | Клімат Оґасавара (1981–2010) | Клімат Оґасавара (1981–2010) | Клімат Оґасавара (1981–2010) | Клімат Оґасавара (1981–2010) | Клімат Оґасавара (1981–2010) | Клімат Оґасавара (1981–2010) | Клімат Оґасавара (1981–2010) | Клімат Оґасавара (1981–2010) |
| Показник                                   | Січ.                         | Лют.                         | Бер.                         | Квіт.                        | Трав.                        | Черв.                        | Лип.                         | Серп.                        | Вер.                         | Жовт.                        | Лист.                        | Груд.                        | Рік                          |
| Середній максимум, °C                      | 20,5                         | 20,1                         | 21,5                         | 23,2                         | 25,4                         | 28,0                         | 30,0                         | 29,9                         | 29,7                         | 28,3                         | 25,6                         | 22,4                         | 25,4                         |
| Середня температура, °C                    | 18,4                         | 17,9                         | 19,2                         | 21,0                         | 23,2                         | 25,8                         | 27,5                         | 27,7                         | 27,5                         | 26,2                         | 23,5                         | 20,3                         | 23,2                         |
| Середній мінімум, °C                       | 15,7                         | 15,3                         | 16,7                         | 18,8                         | 21,2                         | 24,0                         | 25,4                         | 25,9                         | 25,5                         | 24,1                         | 21,3                         | 17,8                         | 21,0                         |
| Середня кількість сонячних годин на місяць | 136,4                        | 131,4                        | 154,7                        | 148,2                        | 159,8                        | 198,9                        | 250,3                        | 211,0                        | 200,9                        | 179,1                        | 140,9                        | 126,8                        |                              |
| Днів з дощем                               | 10,3                         | 9,1                          | 10,8                         | 9,9                          | 11,7                         | 9,3                          | 8,4                          | 11,0                         | 11,6                         | 13,0                         | 11,1                         | 11,8                         |                              |
| Вологість повітря, %                       | 66                           | 68                           | 73                           | 79                           | 83                           | 86                           | 82                           | 82                           | 82                           | 80                           | 75                           | 70                           |                              |
| ------------------------------------------ | ---------------------------- | ---------------------------- | ---------------------------- | ---------------------------- | ---------------------------- | ---------------------------- | ---------------------------- | ---------------------------- | ---------------------------- | ---------------------------- | ---------------------------- | ---------------------------- | ---------------------------- |
| Джерело: Метеорологічне управління Японії  |                              |                              |                              |                              |                              |                              |                              |                              |                              |                              |                              |                              |                              |

### Річки
- Суміда (річка) 隅田川
- Ара 荒川
- Едо (річка) 江戸川
- Нака (річка) 中川
- Тама (річка) 多摩川

## Історія
Область сучасного Токіо була заселена людьми з часів палеоліту. Проте активну роль в історії Японії вона стала відігравати порівняно недавно. У 12 столітті володар цієї області, Таро Сіґенада, збудував форт і поселення. Воно стало називатися Едо — «двері затоки», позаяк мало доступ до моря, сучасної Токійської затоки.

### Стародавність
У 7 столітті, в результаті реформ Тайка, на території сучасної метрополії Токіо була утворена провінція Мусасі. До 771 року вона входила до складу Східногірського краю, а згодом була переведена до Східноморського. Початково провінція поділялася на 19 повітів. У 8 столітті до них додалися ще 2, які були заселені переселенцями з корейських держав Когурьо та Сілла. Корейці поширили в Мусасі материкові буддизм, конярство і шовківництво. Їхніми зусиллями будувалися перші місцеві монастирі Сіндайдзі (Тьофу, Токіо) та Кокубундзі (Кокубундзі, Токіо), а також провінційна адміністрація (Футю, Токіо).
До японської столиці, що тоді знаходилася на заході країни, населення провінції поставляло рисовий оброк та данину: лляні тканини, цілющі трави і коней. Особливим податком Мусасі, що збирався на користь Імператорського дому, були маренові фарбники фіолетового і червоного кольорів. Чимало вихідців з провінції несли військову службу в загонах сакіморі на території Північного Кюсю. Їхні пісні зібрані в антології японської поезії «Манйосю».
Наприкінці 9 століття територія Мусасі стала одним із місць зародження японського самурайства. Його соціальною базою була місцева дрібна шляхта, а також управителі державних пасовиськ, поселень та маєтностей нижньої й середньої ланки. Самураї самовільно захоплювали приватні володіння буддистських монастирів та столичних аристократів, відмовлялися платити данину й податки центральному уряду, формували власні озброєні загони для захисту земель та інтересів. Вони володіли провінційними маєтками Тойосіма, Касай, Едо, Оямада та Йокояма.
Після повстання Тайри но Масакадо 935—941 років, в регіоні Канто Східної Японії встановилася влада 8 самурайських сімей роду Тайра. Провінцію Мусасі королювала одна з них, що мала прізвище Тітібу. Наприкінці 10 століття вона розділилася три гілки — Едо, Тосіма та Касай. Перша володіла землями на території районів Тюо та Тійода, друга контролювала місцевості майбутніх районів Тосіма, Ітабасі, Неріма та Кіта, а третя управляла маєтками в районах Кацусіка та Едоґава. Окрім цих родових самурайських організацій існували територіальні. Найбільшими з них були Сім товариств провінції Мусасі, а також товариства Йокояма (Хатіодзі, Токіо), Мураяма (Мураяма, Токіо), Західне товариство (Хіно, Токіо) тощо.

### Середньовіччя

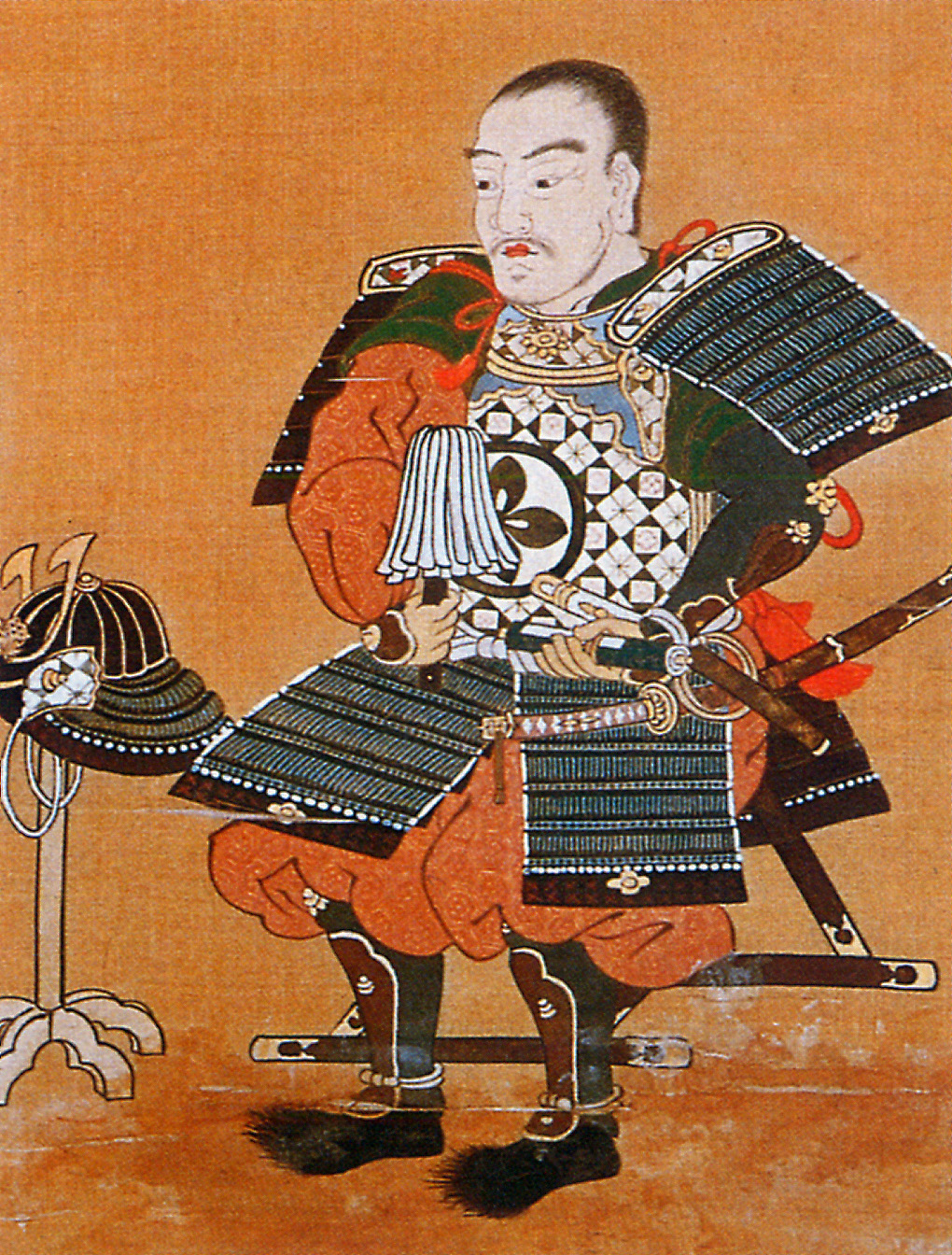
Ота Докан — засновник замку Едо, довкола якого виникло майбутнє Токіо.

Протягом 12 — 14 століття провінція Мусасі перебувала під управлінням першого самурайського уряду — Камакурського сьоґунату. Провінційна адміністрація залишалася в містечку Футю. Нею керували високопосадовці сьоґунату з роду Ходзьо, що носили титул голів провінції Мусасі. Вони відповідали за розвиток інфраструктури та підняття цілини. Волості й поселення королювали васали сьоґунату з родів Едо, Сякудзій, Сендзоку, Татіквава тощо.
Наприкінці 14 століття політичний, економічний та культурний центр провінції перемістився з Футю до приморської волості Едо. Її власником був самурайський рід Едо, а з 15 століття — рід Ота. 1457 року місцевий володар Ота Докан звів у центральній частині волості маленький замок із ровом. Він розташовувався на невисокому плато, в районі злиття трьох річок. Біля його стін виникло призамкове поселення, яке перетворилося на один з транспортно-торговельних центрів провінції й цілого регіону Канто. До містечка звозили рис, злаки, шовк і лляні тканини з усього регіону, а потім переправляли до Західної Японії. Так само через Едо в регіоні поширювалися японська кераміка та китайська порцеляна.
1486 року Ота Докан був підступно убитий своїм господарем Уесуґі Садамасою. Це спричинило війну між двома гілками роду Уесуґі. 1524 року, користуючись розбратом, замок Едо захопив Ходзьо Удзіцуна, володар сусідньої провінції Ідзу. 1546 року він знищив гілку основні сили Уесуґі в битві при Каваґое, а 1552 року змусив голову роду — Уесуґі Норімаса — тікати до союзників в провінцію Етіґо. Після Ходзьо повністю підкорив землі Мусасі й передав її своїм підлеглим — Тоямі Цунекаґе та Ходзьо Удзітеру. Перший зайняв замок Едо, а другий — замок Хатіодзі.　Станом на 1559 рік рід Ходзьо контролював 170 волостей та сіл. Їхні мешканці мусили нести військову, гужеву та будівельну повинності.
В травні 1590 року об'єднувач Японії Тойотомі Хідейосі здобув замок Едо, а двома місяцями поспіль — замок Хатіодзі. Доба Ходзьо скінчилася, а провінція Мусасі перейшла під контроль центрального японського уряду.

### Ранній новий час

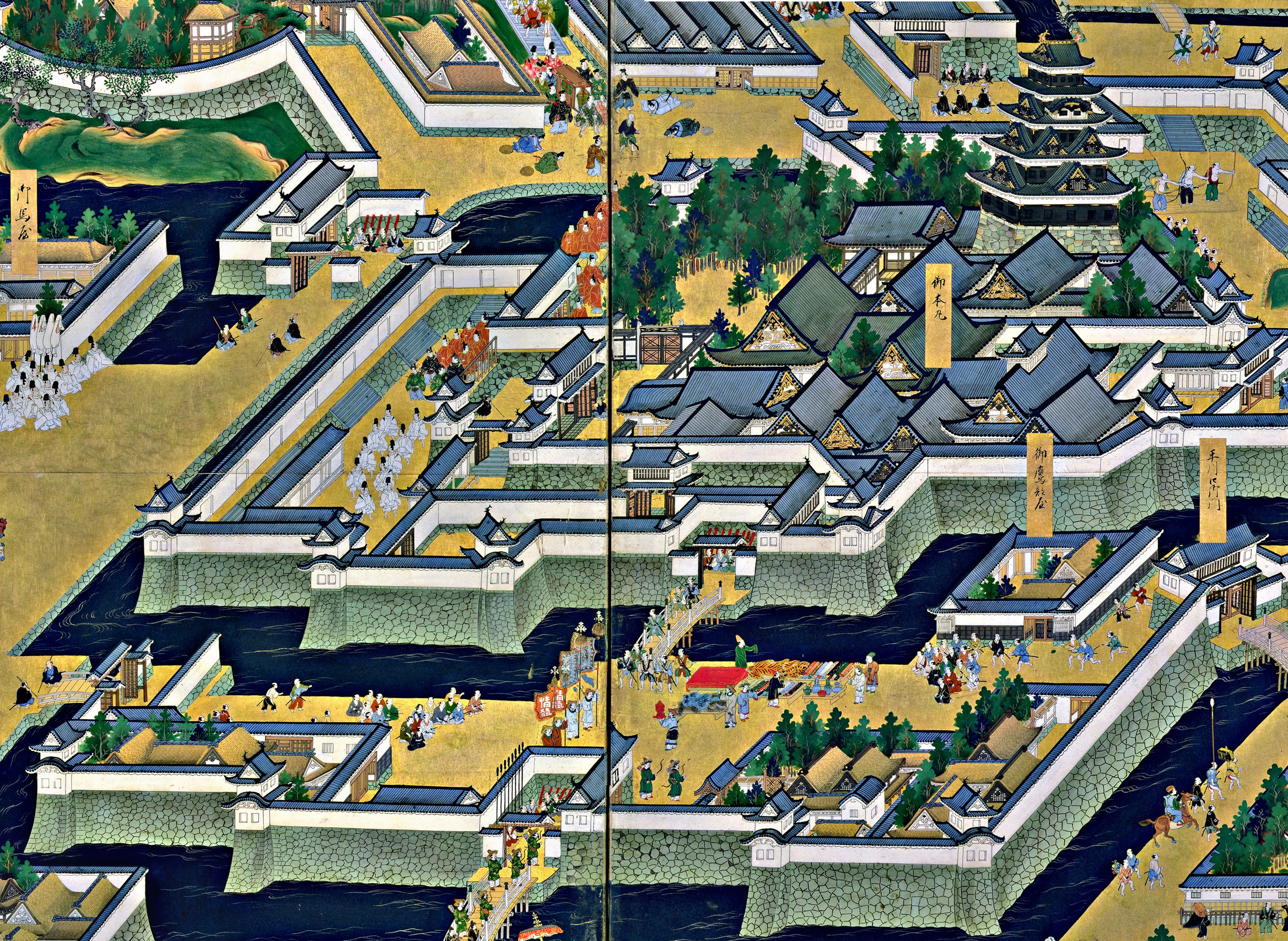
Замок Едо — символ могутності сьоґунів у 17 — 19 століттях.

30 серпня 1590 року новим господарем замку Едо став Токуґава Ієясу. За наказом Тойотомі Хідейосі він був змушений обміняти свої родові володіння в провінціях Мікава, Тотомі і Суруґа на зруйновані війною вісім провінцій регіону Канто, що колись належали роду Ходзьо. Токуґава зробив замок Едо центром усього регіону й протягом 10 років відновив місцеве господарство. 1603 року він отримав посаду сьоґуна й заснував останній самурайський уряд — Едоський сьоґунат. Регіональні володарі, залежні від Токуґави, були зібрані для розбудови замку і призамкового міста Едо. Воно стало резиденцію усіх наступних сьоґунів Японії.
Місто Едо 17 — 19 століття було збудоване у формі мушлі равлика. В її центрі розташовувався великий замок, від якого спіраллю, за годинниковою стрілкою, простягалися лабіринти міських кварталів. Планувалося, що така забудова ускладнюватиме штурм замку потенційними нападниками. Біля підніжжя замку знаходилися великі садиби регіональних володарів категорій фудай та тодзама. Їх оточували будинки безпосередніх васалів сьоґуна — старшин хатамото й ґокенінів. З півночі на південь, вздовж мосту Ніхон-басі, пролягали оселі міщан. У випадку зростання населення, будівничі продовжували завиток, додаючи нові рови та поселення. Між 1624–1644 роками в Едо нараховувалося 300 кварталів. Існувала розвинена система водопостачання, яка складалася з водогонів Канда, Тамакава, Хонсьо, Аояма, Міта, Сенкава та інших.
Протягом 17 — 19 століття столицею Японії залишалося Кіото, місце перебування Імператора, проте політична і культурна вага Едо невпинно зростала. На 18 століття «місто сьоґунів» було найбільшим урбаністичним центром Японії і світу, а на початок 19 століття стало культурною і науковою «Меккою» країни.
Після реставрації прямого монаршого правління 1868 року сьоґунат було ліквідовано й у вересні того ж року Імператор Мейдзі переніс свою резиденцію до Едо. Місто стало називатися Токіо — «східна столиця». Воно почало виконувати функції формальної столиці Японії.
У другій половині 19 століття у Токіо бурхливо розвивалася промисловість і суднобудування. У 1872 році була побудована залізниця «Токіо—Йокогама», а у 1877 — залізниця «Кобе—Осака—Токіо».
1 вересня 1923 року в Токіо й околицях стався сильний землетрус (7—9 балів за шкалою Ріхтера). Майже половина міста згоріла в полум'ї від пожеж. 90 тисяч осіб загинуло. Хоча план реконструкції був дуже дорогим, місто стало частково відновлюватися.
Токіо вдруге серйозно постраждало під час Другої світової війни, коли було піддане стратегічним бомбардуванням авіації США. Тільки під час одного рейду загинуло понад 100 тисяч жителів. Безліч дерев'яних будівель згоріла. Постраждала також і Імператорська Резиденція.
Після війни Токіо був окупований військами США. В часи Корейської війни він став великим військовим центром. Тут знаходилися кілька американських військових баз.
У другій половині 20 століття економіка Японії стала стрімко відроджуватися (японське «Економічне диво»), і у 1966 році вона посіла місце другої найбільшої економіки світу. У 1964 році під час літніх Олімпійських ігор Токіо вигідно показало себе на міжнародній арені. З 1970-х років місто захлеснула хвиля робочої сили із сільських районів, що спричинило подальший розвиток міста. Наприкінці 1980-х років Токіо стало одним із міст світу, які розвивалися найбільш динамічно.
20 березня 1995 року в токійському метро відбулася газова атака з використанням зарину. Теракт був проведений релігійною сектою Аум Сінрікьо. У результаті постраждало понад 5 тисяч осіб, 11 з яких загинуло.

### Українці в Токіо
У 1937 в Токіо перебувала делегація ОУН для проведення переговорів з офіцерами Генерального штабу Японської армії, зокрема:
- Гнатів Михайло — активний діяч ОУН, керівник «Трускавецької боївки» ОУН, організатор вдалого замаху на керівника східного відділу МЗС Польщі Тадеуша Голувка. Представник ОУН в Маньчжурії.
- Купецький Григорій — активний діяч ОУН, учасник нападу на пошту в місті Городку 30 листопада 1932. Очільник Української Далекосхідної Січі в Маньчжурії.
- Файда Григорій — активний діяч ОУН, учасник нападу на пошту в місті Городку 30 листопада 1932. Представник ОУН в Маньчжурії

## Адміністративний поділ

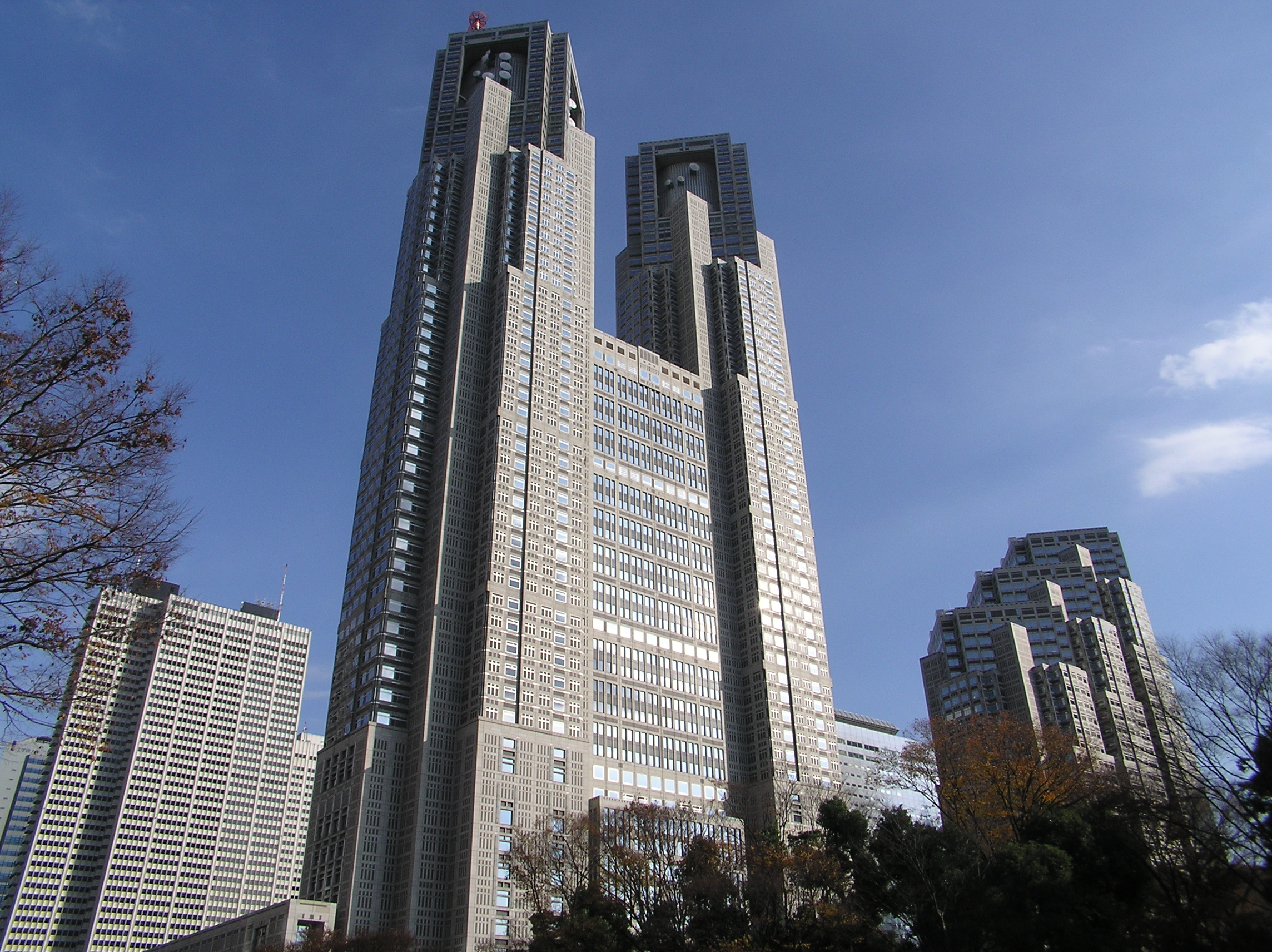
Будівля Токійського столичного уряду

Офіційно столиця Токіо є не містом, а окремою адміністративною одиницею то (都), яку зазвичай перекладають як префектура. Її територія, окрім частини острова Хонсю, включає кілька дрібних островів на півдні, а також малі архіпелаги Ідзу та Оґасавара. Столична префектура Токіо складається з 62-х менших адміністративних одиниць — міст і містечок. Коли говорять про «місто Токіо», мають на увазі 23 спеціальних райони, які з 1889 по 1943 були окремими містами, а нині об'єднані у величезний токійський мегаполіс. Кожний спеціальний район має свого голову і районну раду. Столичний уряд очолює мер, що всенародно обирається. Штаб-квартира уряду знаходиться в районі Сіндзюку, який є муніципальним центром округу. У Токіо також розміщується державний уряд, Парламент та резиденція імператора.

### Особливі райони
Кожний особливий район ку (区) є самостійним муніципальним утворенням із власним головою і районною радою. За статусом особливі райони прирівняні до звичайних міст. Різниця полягає в тому, що деякі їхні управлінські функції виконує столична адміністрація префектури Токіо.
Осердя Токіо складається з трьох особливих районів — Тійода, Тюо та Мінато. Тут сконцентровані основні адміністративні та провідні бізнесові установи. Це місце є також осердям Японії, оскільки в ньому розташовані головні державні інстанції — Імператорський палац, Парламент, відомства Кабінету Міністрів і Верховний суд. Для цих районів характерні високі ціни на землю, старіння і зменшення населення, проблема самотності. До 1960-х років Тійода і Тюо були центрами токійської комерції і розваг, своєрідним «острівцем старого Едо». Проте в ході економічного зростання Японії, населення цих районів переселили на околиці, а територію перебудували для адміністративного користування. Історично район Мінато був місцем розташування самурайських садиб, однак після реставрації Мейдзі 1868 року він був відведений для іноземних представництв — посольств і консульств. Найбільша кількість токійських іноземців проживає саме в цьому районі.
Статистичні дані префектури Токіо з площі подано на 1 жовтня 2008, з населення — на 1 липня 2011. (Площа — км², Густота — осіб/км²)
| №  | Прапор |          |          | Площа | Населення | Густота  |
| 01 |        | Адаті    | 足立区   | 53,20 | 686 004   | 12 894,8 |
| 02 |        | Аракава  | 荒川区   | 10,20 | 205 194   | 20 117,1 |
| 03 |        | Бункьо   | 文京区   | 11,31 | 208 226   | 18 410,8 |
| 04 |        | Едоґава  | 江戸川区 | 49,86 | 679 133   | 13 620,8 |
| 05 |        | Ітабаші  | 板橋区   | 32,17 | 534 282   | 16 608,1 |
| 06 |        | Кацусіка | 葛飾区   | 34,84 | 443 521   | 12 730,2 |
| 07 |        | Кіта     | 北区     | 20,59 | 334 226   | 16 232,4 |
| 08 |        | Кото     | 江東区   | 39,94 | 464 676   | 11 634,4 |
| 09 |        | Меґуро   | 目黒区   | 14,70 | 269 469   | 18 331,2 |
| 10 |        | Мінато   | 港区     | 20,34 | 206 374   | 10 146,2 |
| 11 |        | Накано   | 中野区   | 15,59 | 313 760   | 20 125,7 |
| 12 |        | Неріма   | 練馬区   | 48,16 | 716 931   | 14 886,4 |
| 13 |        | Ота      | 大田区   | 59,46 | 694 788   | 11 685   |
| 14 |        | Сетаґая  | 世田谷区 | 58,08 | 881 137   | 15 171,1 |
| 15 |        | Сібуя    | 渋谷区   | 15,11 | 206 081   | 13 638,7 |
| 16 |        | Сінаґава | 品川区   | 22,72 | 367 407   | 16 171,1 |
| 17 |        | Шінджюку | 新宿区   | 18,23 | 324 824   | 17 818,1 |
| 18 |        | Суґінамі | 杉並区   | 34,02 | 549 710   | 16 158,4 |
| 19 |        | Суміда   | 墨田区   | 13,75 | 247 932   | 18 031,4 |
| 20 |        | Тайто    | 台東区   | 10,08 | 177 385   | 17 597,7 |
| 21 |        | Тійода   | 千代田区 | 11,64 | 47 591    | 4088,6   |
| 22 |        | Тосіма   | 豊島区   | 13,01 | 286 684   | 22 035,7 |
| 23 |        | Тюо      | 中央区   | 10,18 | 125 467   | 12 324,9 |

## Уряд
- Верховний Суд Японії
- Імператорський палац
- Метеорологічне управління Японії
- Міністерство добробуту і праці Японії
- Міністерство економіки і промисловості Японії
- Міністерство закордонних справ Японії
- Міністерство культури і науки Японії
- Міністерство землі та транспорту Японії
- Міністерство фінансів Японії
- Міністерство юстиції Японії
- Парламент Японії
- Секретаріат Кабінету Міністрів Японії

## Населення

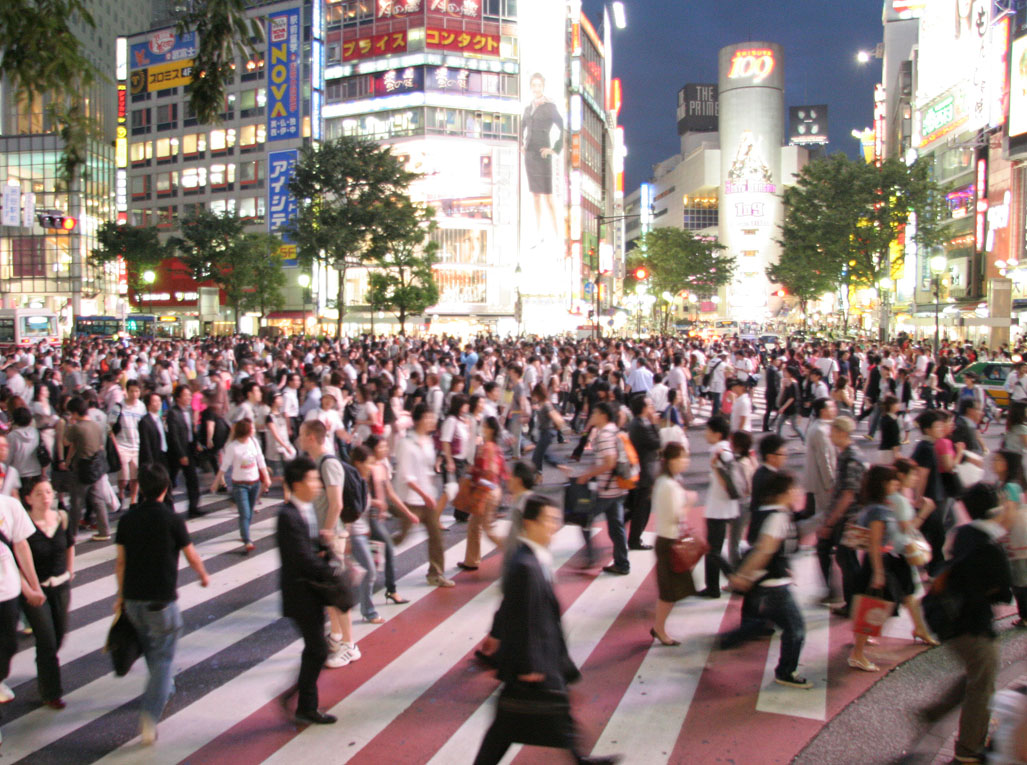
Токіо — найбільш заселена частина Японії (Сібуя, Токіо).

Токіо є лідером за чисельністю населення серед усіх японських префектур. За національним переписом 2010 року кількість його мешканців становила 13 161 751 особу. Це дорівнює близько 10 % від загального населення країни. Під час першого національного перепису 1920 року в метрополії проживало менш як 3,7 мільйона осіб, а 1962 року населення Токіо сягнуло 10 мільйонів. Різке демографічне зростання спричинило надмірну концентрацію населення, погіршення екологічних умов проживання, інфляцію цін на житло тощо. У зв'язку з цим, у 1980 і 1995 роках спостерігався короткочасний демографічний спад. Між 2000 і 2010 роками населення метрополії зросло на 9 %. Основною причиною зростання залишається постійний наплив переселенців з інших префектур.
Густота населення в Токіо найвища в Японії. За результатами перепису 2005 року вона становила 5750,7 особи/км². Найбільш заселеним є історико-адміністративний центр Токіо — райони Тійода, Тюо й Мінато. Через відсутність вільної землі влада метрополії активно розбудовує штучні острови в Токійській затоці.
З 1960 року працездатне населення Токіо віком від 15 до 64 років становить близько 70 % від усього населення метрополії. Воно зайняте переважно в торгівлі, сфері послуг і промисловості. Найчисельнішою групою є 20-річна молодь.
З середини 1990-х років населення Токіо швидко і невпинно старіє. Це пов'язано із поступовим спадом народжуваності у 1960-х роках, спричиненим зміною традиційно японських сімейних цінностей. Станом на 2005 рік токійці старше 64 років становили близько 20 % населення. 2215 осіб були старше 100 років. Статеве співвідношення також змінилося наприкінці 1990-х. Якщо протягом 20 століття у столиці переважали чоловіки, то з 1998 року вони поступилися чисельністю жінкам.
Токіо вважається великим міжнародним центром. Однак кількість іноземців, що працюють і проживають у метрополії, невисока. Станом на 2005 рік вони становили лише близько 3 % усіх мешканців.
| Статистика населення Токіо Дані з 1920 по 2005 роки надані Відділом статистики уряду Метрополії Токіо. |            |         |         |                           |                           |                           |                           |                           |                           |                           |          |
| Перепис                                                                                                | Населення  | Приріст | ВНЯ     | Площа (км²)               | Густота (осіб/км²)        | Вік                       | Вік                       | Вік                       | ІС                        | СС                        | Іноземці |
| Перепис                                                                                                | Населення  | Приріст | ВНЯ     | Площа (км²)               | Густота (осіб/км²)        | до 15                     | 15—64                     | від 65                    | ІС                        | СС                        | Іноземці |
| 1 жовтня 1920                                                                                          | 3 699 428  | —       | 6,61 %  | 2142,40                   | 1726,8                    | 31,6%                     | 65,3%                     | 3,2%                      | 10,1                      | 111,8                     | 8679     |
| 1 жовтня 1925                                                                                          | 4 485 144  | 21,2 %  | 7,51 %  | 2142,40                   | 2093,5                    | 31,6%                     | 65,7%                     | 2,7%                      | 8,6                       | 113,8                     | н/д      |
| 1 жовтня 1930                                                                                          | 5 408 678  | 20,6 %  | 8,39 %  | 2144,79                   | 2521,8                    | 31,8%                     | 65,7%                     | 2,6%                      | 8,1                       | 111,8                     | 50 934   |
| 1 жовтня 1935                                                                                          | 6 369 919  | 17,8 %  | 9,20 %  | 2144,80                   | 2969,9                    | 32,2%                     | 65,2%                     | 2,6%                      | 8,0                       | 109,2                     | н/д      |
| 1 жовтня 1940                                                                                          | 7 354 971  | 15,5 %  | 10,06 % | 2144,80                   | 3429,2                    | 31,5%                     | 65,9%                     | 2,6%                      | 8,3                       | 106,6                     | 124 889  |
| 1 жовтня 1945                                                                                          | 3 488 284  | 52,6 %  | 4,84 %  | 2144,80                   | 1624,0                    | 28,6%                     | 68,2%                     | 3,2%                      | 11,3                      | 105,2                     | н/д      |
| 1 жовтня 1950                                                                                          | 6 277 500  | 80,0 %  | 7,46 %  | 2137,26                   | 2937,2                    | 31,7%                     | 65,2%                     | 3,2%                      | 10,0                      | 102,0                     | 43 937   |
| 1 жовтня 1955                                                                                          | 8 037 084  | 28,0 %  | 8,92 %  | 2129,15                   | 3774,8                    | 28,1%                     | 68,4%                     | 3,5%                      | 12,4                      | 105,0                     | 63 589   |
| 1 жовтня 1960                                                                                          | 9 683 802  | 20,5 %  | 10,27 % | 2133,03                   | 4539,9                    | 23,2%                     | 73,0%                     | 3,8%                      | 16,3                      | 106,6                     | 70 990   |
| 1 жовтня 1965                                                                                          | 10 869 244 | 12,2 %  | 10,96 % | 2135,11                   | 5090,7                    | 20,4%                     | 75,3%                     | 4,3%                      | 21,2                      | 104,9                     | 81 273   |
| 1 жовтня 1970                                                                                          | 11 408 071 | 5,0 %   | 10,90 % | 2141,11                   | 5238,1                    | 21,0%                     | 73,8%                     | 5,2%                      | 24,6                      | 103,5                     | 83 077   |
| 1 жовтня 1975                                                                                          | 11 673 554 | 2,3 %   | 10,43 % | 2145,38                   | 5441,3                    | 22,0%                     | 71,6%                     | 6,3%                      | 28,5                      | 102,7                     | 87 624   |
| 1 жовтня 1980                                                                                          | 11 618 281 | 0,5 %   | 9,83 %  | 2156,35                   | 5387,9                    | 20,6%                     | 71,5%                     | 7,7%                      | 37,4                      | 101,6                     | 90 267   |
| 1 жовтня 1985                                                                                          | 11 829 363 | 1,8 %   | 9,77 %  | 2162,34                   | 5470,6                    | 18,0%                     | 73,0%                     | 8,9%                      | 49,7                      | 101,4                     | 113 420  |
| 1 жовтня 1990                                                                                          | 11 855 563 | 0,2 %   | 9,59 %  | 2183,26                   | 5430,2                    | 14,6%                     | 74,1%                     | 10,5%                     | 72,0                      | 101,4                     | 159 073  |
| 1 жовтня 1995                                                                                          | 11 773 605 | 0,7 %   | 9,38 %  | 2186,62                   | 5384,4                    | 12,7%                     | 73,9%                     | 13,0%                     | 102,1                     | 100,2                     | 191 915  |
| 1 жовтня 2000                                                                                          | 12 064 101 | 2,5 %   | 9,50 %  | 2186,90                   | 5516,5                    | 11,8%                     | 72,0%                     | 15,8%                     | 161,1                     | 99,9                      | 212 975  |
| 1 жовтня 2005                                                                                          | 12 576 601 | 4,2 %   | 9,84 %  | 2186,96                   | 5750,7                    | 11,3%                     | 69,1%                     | 18,3%                     | 134,5                     | 99,3                      | 248 363  |
| 1 жовтня 2010                                                                                          | 13 161 751 | 4,6 %   | 9,72 %  | &&&&&&&&&&&&&&00.01000000 | &&&&&&&&&&&&&&00.01000000 | &&&&&&&&&&&&&&00.01000000 | &&&&&&&&&&&&&&00.01000000 | &&&&&&&&&&&&&&00.01000000 | &&&&&&&&&&&&&&00.01000000 | &&&&&&&&&&&&&&00.01000000 |          |

## Економіка

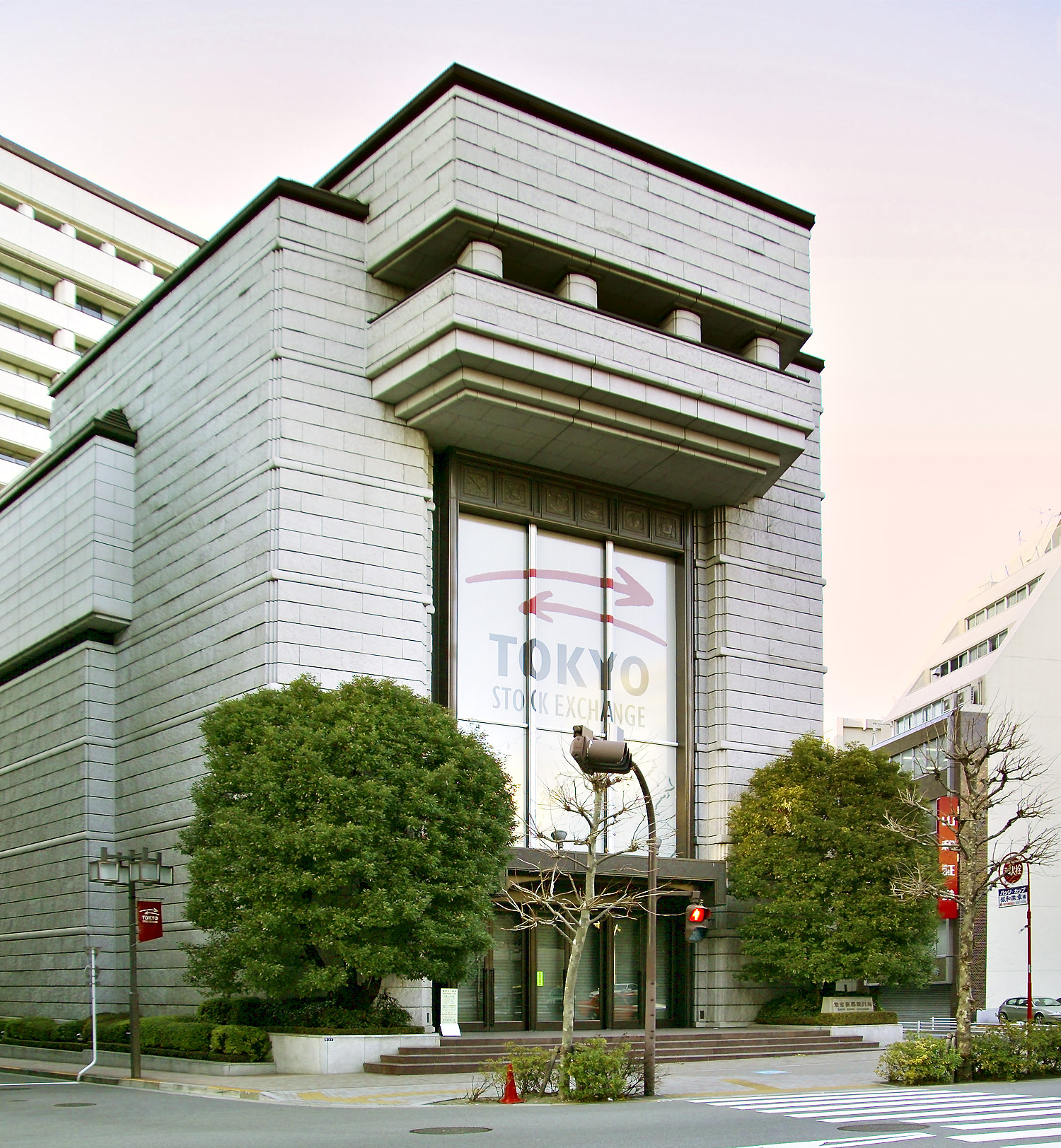
Токійська фондова біржа

Токіо є головним економічним центром Японії. Основу господарства метрополії складають галузі вторинного і третинного секторів економіки. Станом на 1995 рік працездатне населення Токіо становило понад 6,3 млн осіб. За цим показником метрополія посідала перше місце серед інших префектур. 0,5 % працездатних осіб були зайняті у первинному секторі, 25,7 % — у вторинному, а 72,1 % — у третинному. У зв'язку із стрімкою урбанізацією первинний сектор економіки, що представлений сільським господарством і рибальством, сильно занепав по всьому Токіо, за винятком гірського району Окутама та віддалених островів. За рівнем розвитку галузей цього сектора метрополія займає найнижче місце в Японії. Показники другого сектора, представленого промисловістю, нижчі від середніх по країні. Після Другої світової війни Токіо займав перше місце за рівнем промислового виробництва, але станом на 2005 рік опустився до восьмого. Головною причиною промислового спаду стало прийняття 1956 року Закону про благоустрій столичного регіону, за яким будівництво нових заводів було заборонене, а старі промислові підприємства переводилися у віддалені районі. Цей нормативний акт мав на меті вирішити численні екологічні проблеми Токіо, що потерпало від надмірної концентрації промислових підприємств. Третій сектор економіки є найбільш розвинутим. Станом на 1994 рік прибутки Токіо від діяльності галузей цього сектора складали близько третину від діяльності усіх японських компаній сектору. В Токіо зосереджені японські передові підприємства, що працюють у сфері інтелекту, інформації та послуг. Близько 90 % усіх японських компаній, що є членами Токійської фондової біржі мають свої головні представництва на території метрополії.

### Первинний сектор
Токіо займає найнижчі місця серед префектур Японії за кількістю населення, зайнятого у сільському господарстві, та площами орних земель. Станом на 1995 рік в метрополії нараховувалося 10367 родин, що обробляли 8408 гектарів орних земель. Професійні токійські фермери становили 13,9 % від усіх осіб, зайнятих у сільському господарстві, і 16,1 % від числа усіх японських фермерів. На одну родину чи господарство припадало, в середньому, 0,59 га землі. Близько половини орних земель не обробляються, оскільки третина фермерів старші 60 років. Більша частина сільськогосподарської продукції вирощується у гірському районі Окума і віддалених островах, а менша — на присадибних заміських ділянках. Токіо займає перше місце на загальнояпонському ринку з вирощування асібати, цумаміни, аралії, і друге місце з вирощування японського шпинату та цукени. Токійські острови постачають горох, папаю, батати. Метрополія забезпечує себе овочами на 10,1 %.
Роль шовківництва і скотарства у первинному секторі економіки Токіо мала. Після 1965 року виробництво різко скоротилося. На кінець 1990-х років рівень споживання токійцями м'яса і яєць місцевого виробництва не перевищував 2 %, а молока — 4 %.
Лісництво, заготівля деревини і деревообробка розвинені у горах Окутами. Основними породами дерева є криптомерія та туполистий кипарисовик. Проте більшість лісів не вирубаються, а оберігаються і використовуються як рекреаційний ресурс. Так, за кількістю лісових господарств Токіо займало 10 місце з 47 префектур, а за кількістю добування деревини — лише 42. Станом на 1990 рік держава володіла 7,9 % усіх токійських лісів. Решта належала приватним особам та громадським організаціям. Окремою галуззю лісництва, популярною в Токіо, є розведення грибів сіїтаке.
Рибальство розвинено слабко. Токійська затока, що була традиційним місцем для вилову риби, сильно забруднена. Основне рибацьке населення мешкає на віддалених островах. На токійський ринок воно постачає водорості гелідіа. Влада метрополії сприяє розвитку туристичного рибальства.

### Вторинний сектор
1950 року Токіо займало перше місце в країні за обсягами промислового виробництва. 1995 року позиції столиці знизилися до четвертого місця. Головною причиною спаду було перенесення великих промислових підприємств за межі столиці. Попри це, Токіо залишається національним лідером за кількістю промислових підприємств та осіб, що зайняті на промисловому виробництві. Станом на 1994 рік у метрополії нараховувалося 35 512 компанії вторинного сектора, на яких було зайнято близько 667 тисяч осіб. Серед цих підприємств переважали представники малого та середнього бізнесу. Штат 64 % усіх промислових компаній не перевищував 10 осіб. Великі заводи були розміщенні, переважно, поза Токіо, в прибережній смузі між Кавасакі та Йокогамою. Наприкінці 1990-х років прибутки винятково столичної промисловості становили лише 6—7 % загальнояпонських промислових доходів — 19 трильйонів єн. Але частка мережі токійської промисловості, що простягається територію усього південного Канто, становила 23,1 % цих доходів — 69 трильйонів єн.
Основною галуззю промисловості Токіо є машинобудівна промисловість. В ній провідне місце належить виробництву електротоварів та високотехнічних приладів — фотоапаратів, годинників, оптичних лінз тощо. Ця продукція займає одну четверту частину внутрішнього ринку цих товарів. Другою за значенням галуззю є індустрія збірки машин та апаратів, а також виготовлення запчастин. Її підприємства контролюють 50 % загальнояпонського ринку. Осередки цих двох галузей розташовані в районах Ота, Сінаґава, Меґуро та Ітабасі. Частка сировинних компаній металургійної, хімічної, нафтопереробної та вугільної промисловості від усіх промислових компаній Токіо низька і становить близько 10 %.
Окрему важливу роль в системі вторинного сектора економіки столиці грає легка промисловість. Її розвитку сприяє багатомільйонне населення Токіо, що постійно потребує товарів широкого вжитку. Провідними галузями є харчова, шкіропереробна та текстильна. Найвищі прибутки має столична видавнича галузь, яка випускає близько половини усієї японської друкованої продукції. Її осередками є райони Тійода, Сіндзюку та Тюо. З кінця 1980-х років особливого розвитку набули бізнес моди в районах Мінато та Сібуя, а також виробництво прикрас, косметики і ліків у районах Тайто, Суміда, Аракава й Кото. Характерними рисами легкої промисловості в столиці домінування середніх і малих підприємств, а також поєднання підприємствами виробництва і продажу товарів.

## Транспорт

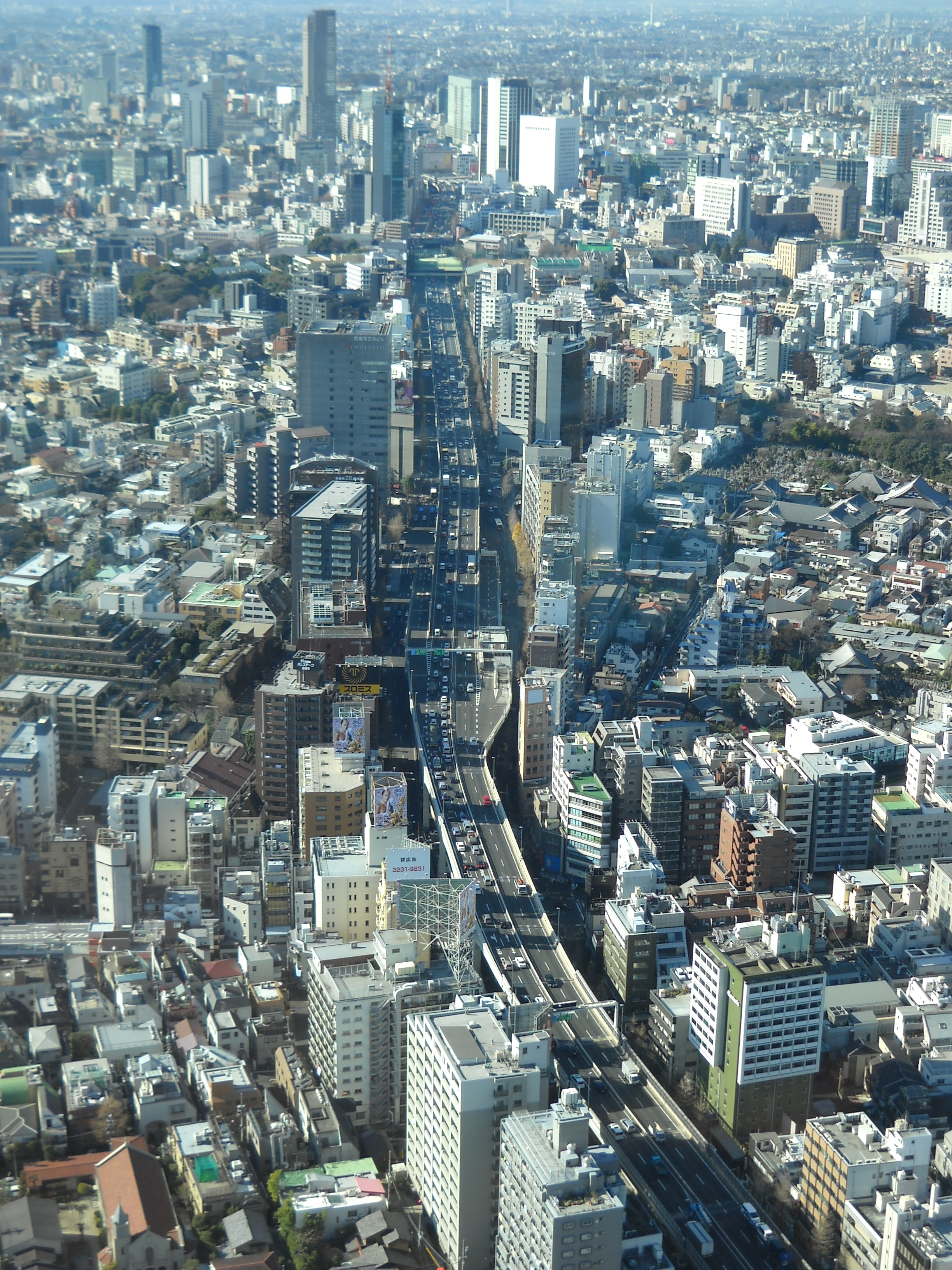
Столичний автошлях № 2.

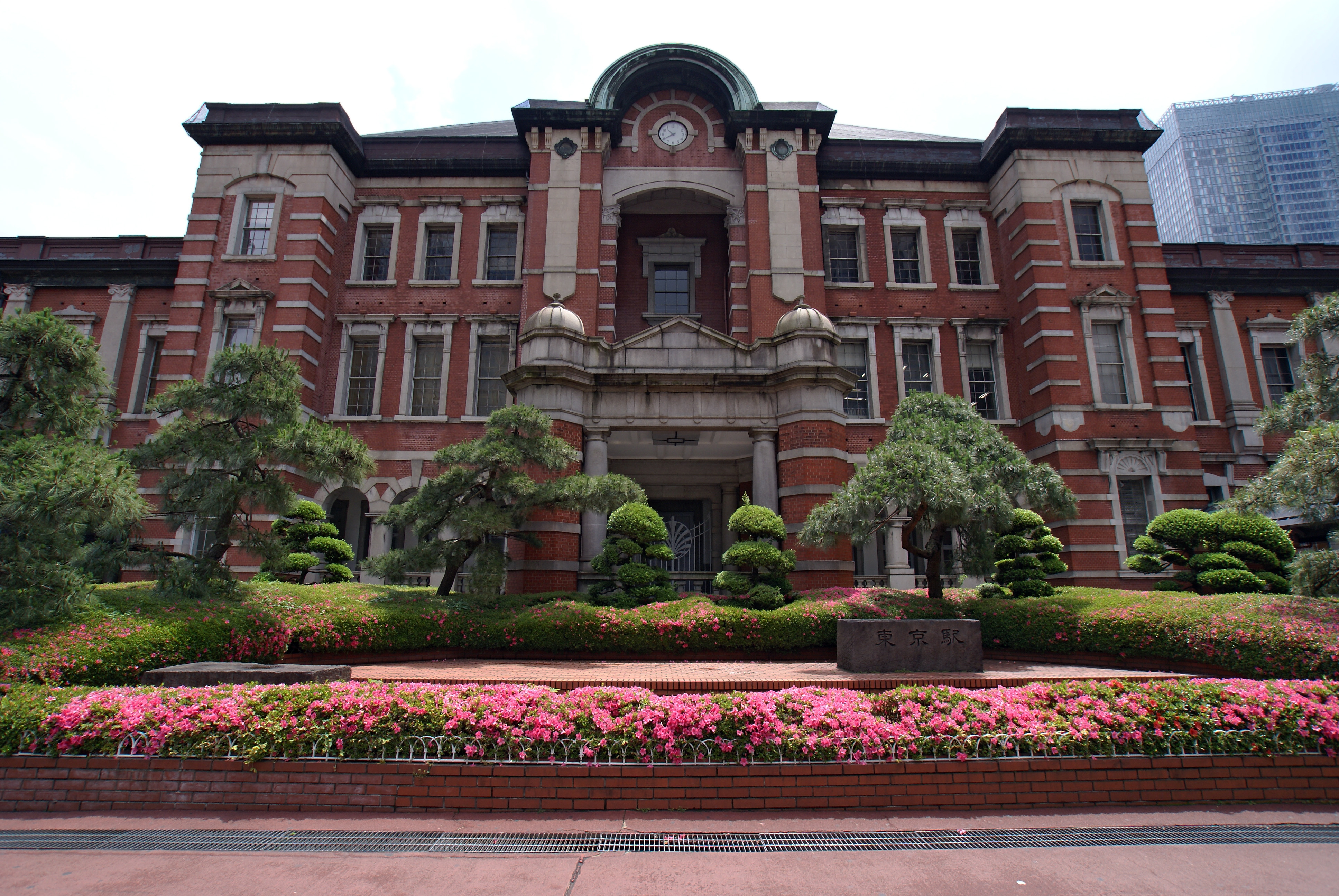
Будинок Токійського вокзалу (1914).

Токіо є головним транспортним центром Японії та регіону Канто. Станом на 1994 рік у сфері транспорту працювало 470 тисяч осіб.

### Автошляхи
Місцем нульового кілометру Японії є токійський міст Ніхон-басі. Звідси у вигляді променів простягаються головні транспортні артерії — державні автошляхи № 1 і № 15 (колишній Токайський шлях), № 20 (колишній Кайський шлях), № 17 (колишній Середгірський шлях), № 4 (колишні Муцівський і Ніккоський шляхи), № 6 (колишній Мітоський шлях), № 14 (Тібська дорога), № 254 (Каваґоевська дорога), № 246 (дорога в Ояму), № 122 (дорога Нікко-Онарі). 1975 року сітка цих шляхів була суцільно модернізована і доповнена новими дорогами: Токійською, Центральною, Північно-Східною, Дзьобанською, Східно-Кантоською та Набережною швидкісними автострадами. Також додатково було прокладено 11 швидкісних доріг на території 23 особливих районів Токіо. Центральна частина метрополії оточена Кільцевою дорогою. Вона утворена поєднанням колишнього Камакурського шляху й автостради № 16. Для покращення руху транспорту на цій дорозі прокладено додаткові 8 шляхів. Наявна сітка доріг забезпечує належний рух автомобільного транспорту, що прямує з Токіо до регіонів і навпаки. Проте всередині самого Токіо залишається невирішеною проблема заторів на дорогах під час годин пік. Постійно висока концентрація автомобільного транспорту в метрополії є причиною сильного забруднення повітря.

### Залізниця
Залізниця є основним видом громадського транспорту в Токіо. Вона щоденно перевозить сотні тисяч пасажирів. Провідною залізничною компанією столиці є JR, яка працює з 1872 року. Токійський вокзал є висхідною точкою для звичайних потягів, що прямують до сусідніх регіонів головними лініями Токайдо та Собу, а також для швидкісних сінкансенів, що здійснюють перевезення до регіонів Токай, Хокуріку, Тохоку і Дзьоецу. Станція Уено служить місцем відправки звичайних потягів головною лінією Тохоку, лінією Дзьобан. Станція Сіндзюку є центральною станцією Кільцевої столичної залізниці JR. В Токіо працює розгалужена сітка залізниць, що сполучають усі віддалені точки метрополії із 23 особливими регіонами. Це лінії Яманоте, Сайкьо, Йокосука, Кьохама-Тохоку, Мусасіно, Намму, Кьоба, Йокогама, Аоуме, Іцукаїті тощо. Окрім JR в Токіо діють менші приватні залізничні компанії — Токю, Кьоо, Одакю, Сейму, Тому, Кьосей, Кьокю та інші. З 1995 року по Веселковому мосту в районі Токійського порту ходять швидкісні залізничні лайнери «Юрікамоме», а 2005 року розпочав роботу новітній «Експрес Цукуба», що зв'язав місто Ібаракі із токійським районом Акіхабара.
Популярним засобом громадського транспорту є Токійське метро. Воно працює з 1927 року в межах 23 особливих районів. Токійський метрополітен має розгалужену сітку ліній, яка покриває всю східну частину метрополії. Це лінії Ґіндза, Маруноуті, Хібія, Хандзомон, Тійода, Тодзай, Юракутьо, Намбоку, Фукутосін, Міта, Сіндзюку, Асакуса, Оедо. Через розвиненість метро і автомобільного транспорту токійські трамваї, що працювали в столиці з 1903 року практично зникли. На кінець 1990-х діяла лише 1 трамвайна лінія Аракава між місцевостями Саннова-басі та Васеда.

### Авіаперевезення
З 1931 року в Токіо працює аеропорт Ханеда, перейменований 1952 року на Міжнародний аеропорт Токіо. Більше тридцяти років він був головним «вікном» Японії у світ. З 1978 року, після спорудження Нового міжнародного Токіо аеропорту в Наріті, в префектурі Тіба, старий аеропорт став спеціалізуватися, переважно, на внутрішніх перевезеннях. Попри це, аеропортом Ханеда користується вдвічі більше пасажирів ніж, аеропортом Наріта. Щороку через обидва аеропорти проходить близько 35 % усіх авіапасажирів, які відвідують або полишають Японію. Центр Токіо зв'язаний із аеропортом Ханеда монорельсом, а з аеропортом Наріта — швидкісними потягами компанії JR. Крім цих аеропортів, існує декілька регіональних летовищ для цивільних літаків. Вони зв'язують метрополію із віддаленими островами Осіма, Міяке, Ятаке та іншими.

## Засоби масової інформації

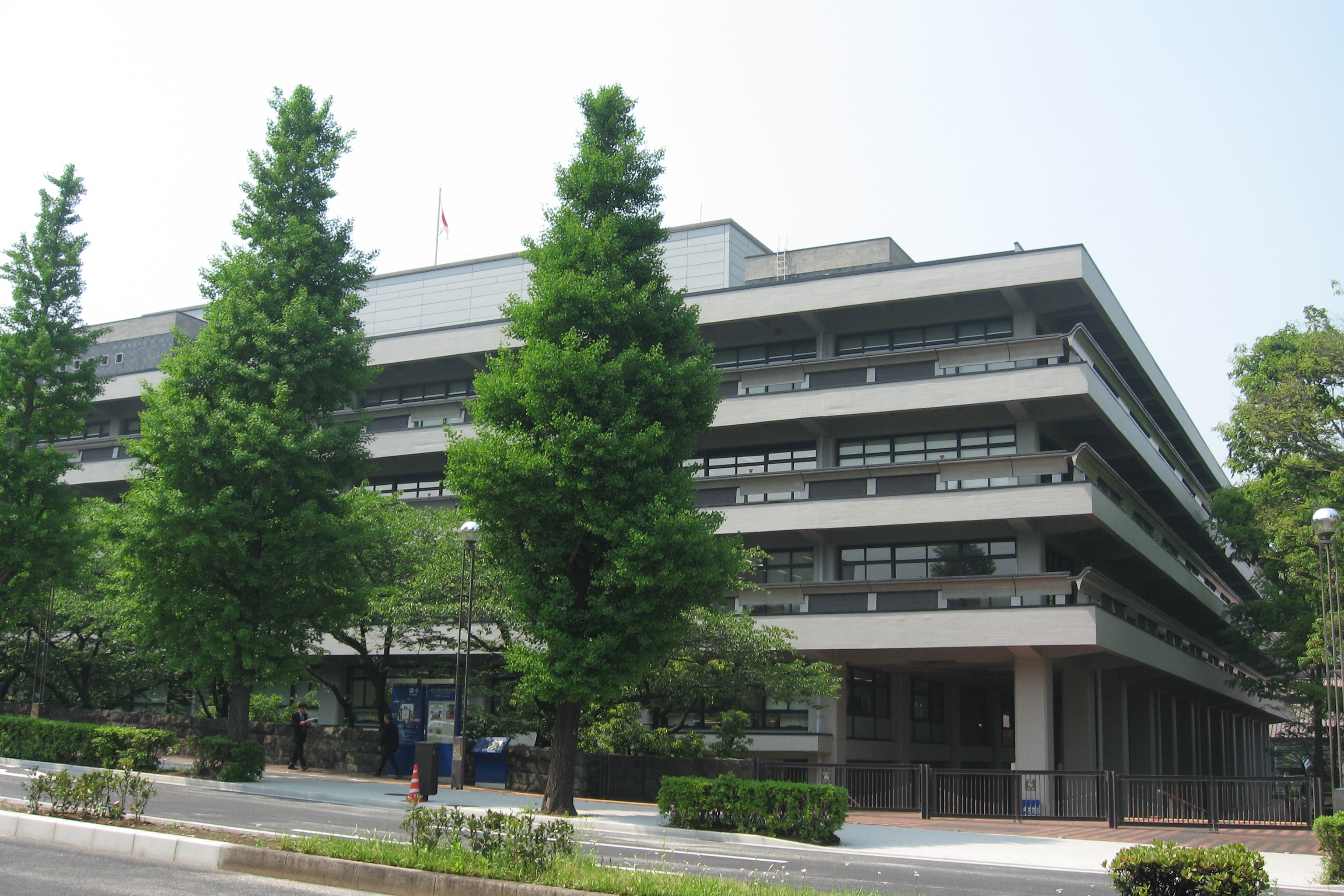
Національна парламентська бібліотека

Токіо — провідний японський і міжнародний інформаційний центр. В столиці розміщено головні представництва 80 % усіх японських газет та видавництв: Йоміурі сімбун, Майніті сімбун, Ніхон кейдзай сімбун, Іванамі сьотен тощо. Регіональні друковані засоби масової інформації мають у Токіо дочірні представництва. В метрополії сконцентровано 90 % загальнояпонських прибутків від друкованої продукції.
Токіо є місцем знаходження штаб-квартир п'яти загальнонаціональних телекомпаній: Японської телерадіомовної корпорації (NHK), ТБ Асахі, Фудзі ТБ, Ніппон ТБ (NTV) та Токійської телерадіомовної системи (TBS).
В столиці розвинена бібліотечно-архівна справа. Центральними установами цієї галузі є Національна парламентська бібліотека Японії, що зберігає усі японські друковані видання, опубліковані після 1945 року, та Національний архів Японії, який містить стару бібліотеку Кабінету міністрів. Великі бібліотечні фонди мають бібліотеки університетів, дислокованих у Токіо, Бібліотека східної літератури, а також спеціалізовані бібліотеки метрополії.

## Освіта
Вища: Державні

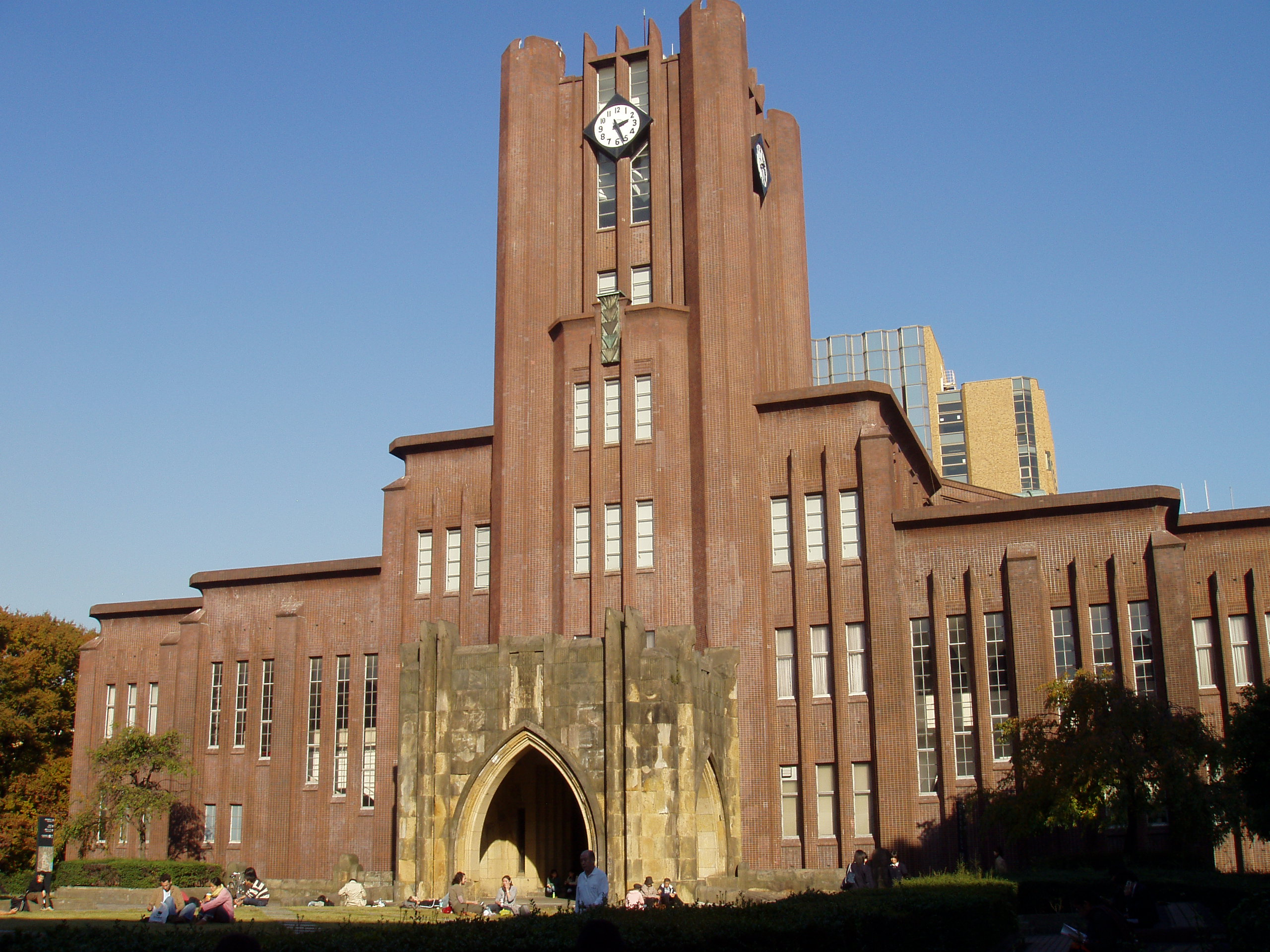
Токійський університет.

- Жіночий університет Отяномідзу (Бункьо, Токіо)
- Токійський аграрно-технічний університет (Футю, Токіо)
- Токійський медично-стоматологічний університет (Бункьо, Токіо)
- Токійський технічний університет (Меґуро, Токіо)
- Токійський університет (Бункьо, Токіо)
- Токійський університет вільних мистецтв (Коґанеї, Токіо)
- Токійський університет іноземних мов (Футю, Токіо)
- Токійський університет мистецтв (Тайто, Токіо)
- Токійський океанографічний університет (Мінато, Токіо)
- Університет дослідження планування (Мінато, Токіо)
- Університет електрокомунікацій (Тьофу, Токіо)
- Університет Хітоцубасі (Кунітаті, Токіо): Приватні
- Софійський університет (Тійода, Токіо)
- Токійський економічний університет (Кокубундзі, Токіо)
- Університет Васеда (Сіндзюку, Токіо)
- Університет Кейо (Мінато, Токіо)
- Університет мистецтв Мусасіно (Кодайра, Токіо)
- Університет Ніхон (Тійода, Токіо)
- Університет Ріссьо (Сінаґава, Токіо)
- Університет Хосей (Тійода, Токіо)
- Університет Цуда (Кодайра, Токіо)
- Японський університет соціальної роботи (Кійосе, Токіо)

## Культура

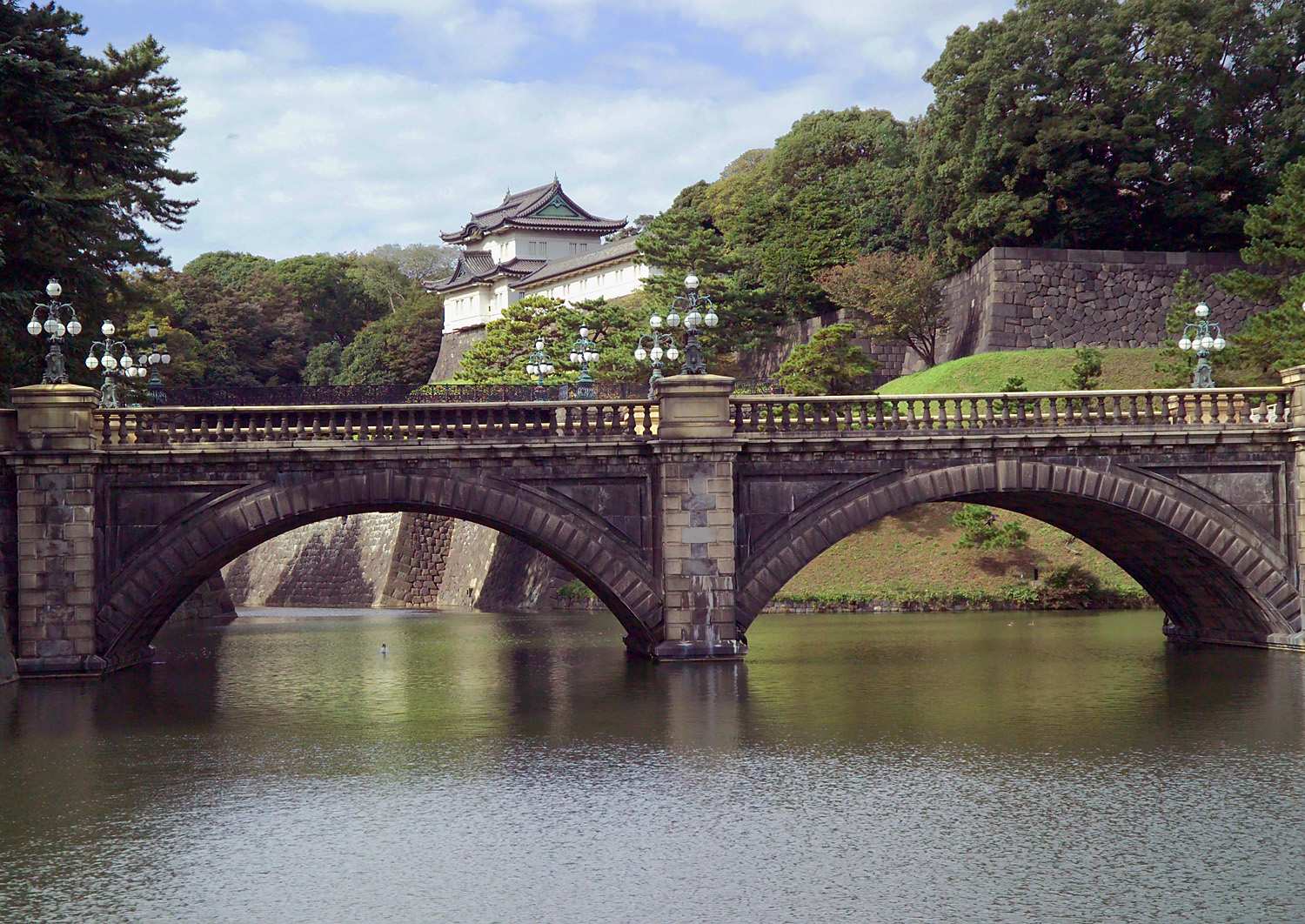
Окулярний міст замку Едо.

Від часу заснування сьоґунату Токуґава в Едо у 17 столітті, Токіо був політико-культурним центром країни, тому на його території збереглося багато культурних пам'яток. Замок Едо є головною окрасою столиці, особливою пам'яткою історії та культури. Перший, другий і третій замкові двори відведені під Токійський Імператорський палац, а північний двір перетворений на парк. По периметру замку розташовані старовинні башти, кам'яні стіни і глибокі рови. До особливих історичних пам'яток також належать Садиба кайських Мацудайра, Старий палацовий парк Хама — колишня дача сьоґуна Токуґави Ієнобу, Парк Коїсікава — колишня садиба мітоських Токуґава.
- Парк Уено
  - Токійський національний музей

### Релігія
- Святилище Мейджі (Сібуя, Токіо)
- Святилище Ясукуні (Тійода, Токіо)
- Монастир Сенсо (Тайто, Токіо)

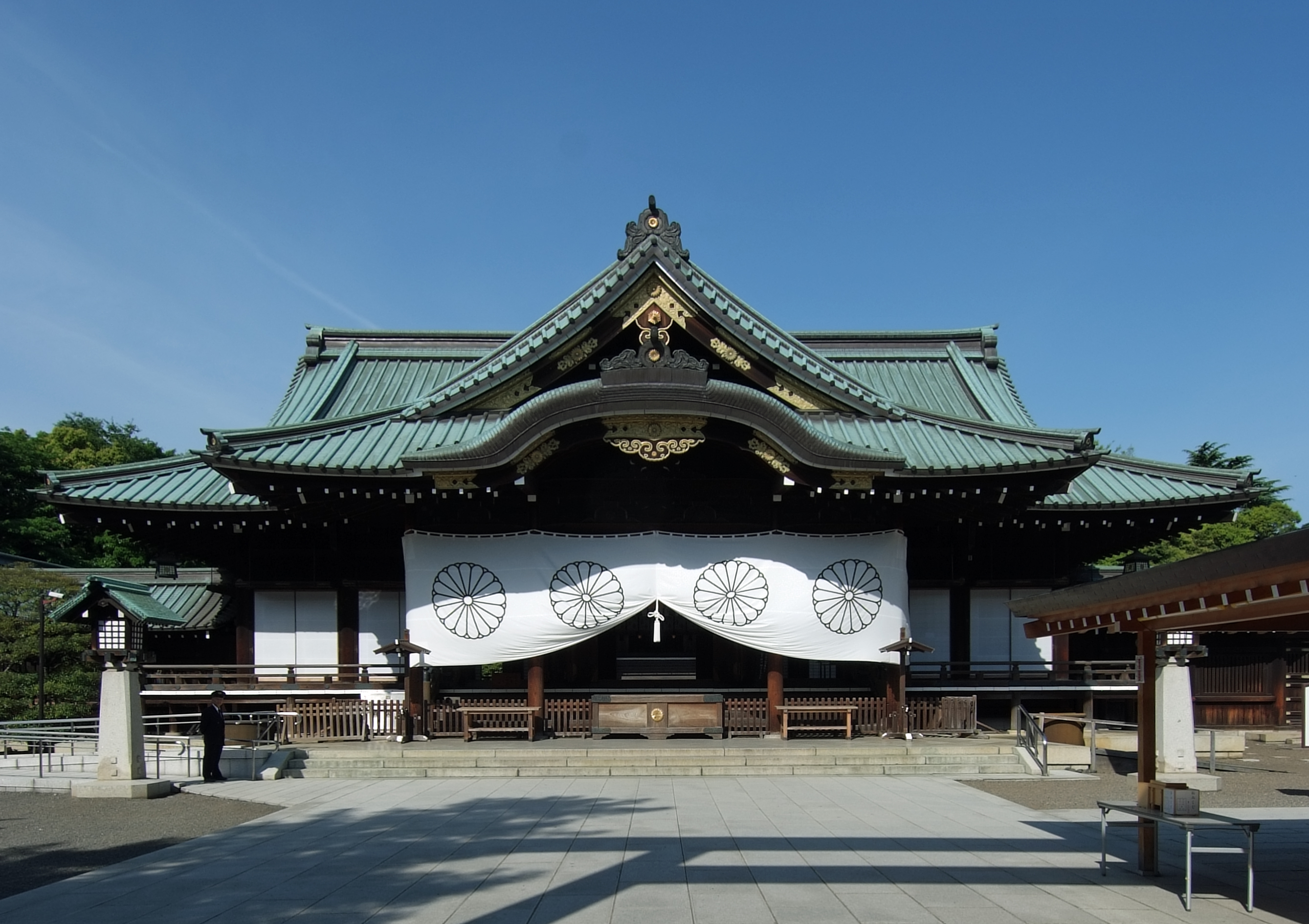
Молельня Святилища Ясукуні

- Собор Воскресіння (Миколаївський собор, ЯПЦ; Тійода, Токіо)
- Церква святого Ігнатія (РКЦ; Тійода, Токіо)

### Архітектура
- Будинок Парламенту Японії

## Спорт
- Палац бойових мистецтв Японії

## Персоналії
- Кен Уєхара (1909—1991) — японський актор
- Олівія де Гевіленд (1916—2020) — американська акторка театру, кіно та телебачення
- Джоан Фонтейн (1917—2013) — англо-американська акторка
- Такеміцу Тору (1930—1996) — японський композитор
- Накадай Тацуя (* 1932) — японський театральний, кіноактор та сейю.

## Міста-побратими
- Берлін
- Москва
- Пекін
- Каїр